# كلية العلوم بالزلفي
صدرت الموافقة بإنشاء كلية للعلوم بالزلفي بتاريخ 5 شعبان 1426 هـ لتكون لبنة أخرى في صرح التعليم العالي وجزءًا من منظومة المدينة الجامعية في منطقة الرياض، وقد بدأت الدراسة في كلية العلوم في العام الجامعي 1427 / 1428 هـ وتضم الكلية أربعة أقسام وهي قسم الرياضيات وقسم علوم الحاسب والمعلومات وقسم الفيزياء وقسم المختبرات الطبية بالإضافة إلى السنة التحضيرية لقسمي المختبرات الطبية وقسم علوم الحاسب والمعلومات وسنة إعداد العلوم لقسمي الرياضيات والفيزياء، كما يتم تدريس العلوم الأساسية لطلاب كلية طب الأسنان في الكلية.
يقبل طلاب العلوم الجدد إما في برنامج السنة التحضيرية لقسمي المختبرات الطبية والحاسب الآلي أو في برنامج إعداد العلوم لقسمي الفيزياء والرياضيات وذلك لمدة سنة دراسية واحدة وفيما يلي تفصيل ذلك:

## أولاً: السنة التحضيرية
تعتبر هذه السنة مرحلة إعدادية للطلاب الراغبين بالتخصص في قسمي المختبرات الطبية أو علوم الحاسب والمعلومات ولا يحتسب معدلها مع المعدل التراكمي للطالب. تهدف لتهيئة الطلبة بتلقي التعليم الأكاديمي بصورة فائقة ومهارات اللغة الإنجليزية وتدرب الطلبة على مهارات التفكير والتعلم.

## ثانياً برنامج إعداد العلوم الطبيعية
تعتبر هذه السنة مرحلة إعدادية للطلاب الراغبين بالتخصص في قسمي الرياضيات أو الفيزياء ويحتسب معدلها مع المعدل التراكمي للطالب حيث يدرس بعدها في التخصص ستة مستويات دراسية في قسمي الرياضيات أو الفيزياء، تهدف لتهيئة الطلبة بتلقي التعليم الأكاديمي بصورة فائقة وتدرب الطلبة على آساليب التعليم ومهارات التفكير والتعلم.

## قسم علوم الحاسب والمعلومات
تأسس قسم علوم الحاسب في العام الدراسي 1427 / 1428هـ متزامناً مع إنشاء كلية العلوم، لتلبية حاجة القطاعات المختلفة بالمملكة من هذا التخصص ولإعداد الكفاءات والخبرات المطلوبة. ويسعى القسم إلى تأهيل الطالب ليكون بعد تخرجه متخصصا في مجال علوم الحاسب من حيث دراسة أنظمة الحاسب وتحليلها وأساليب بنائها بالإضافة إلى الأدوات البرمجية المساعدة مثل أنظمة التشغيل واللغات البرمجية المتنوعة وشبكات الحاسب. وقد أعدت المقررات الدراسية التي يتلقاها الطالب لتهيئته وتزويده بالمعرفة والمهارات الضرورية للاحتراف في هذا المجال.
ويتم تأهيل الخريج ليكون قادراً على العمل في القطاع الحكومي والخاص مثل شركات بناء البرمجيات والجامعات والمؤسسات التعليمية وشركات الاتصالات والانترنت ومختلف الشركات والمؤسسات المرتبطة بمجال التخصص.

### شروط الإلتحاق بالقسم
- يتم قبول طلاب الكلية بشرط أن يكون الحد الأدنى للمعدل الدراسي له 3.5 ويكون لهم الأولوية في القبول عن الطلاب الذين هم من خارج الكلية.
- يتم قبول طلاب من خارج الكلية سواء من نفس الجامعة أو من خارجها بشرط أن يكون الحد الأدنى للمعدل الدراسي له 3.5 .

### خدمة الجامعة والمجتمع
دخل الحاسب مختلف مجالات الحياة في مجال التعليم والبنوك والصناعة والطب والاتصالات والمطارات وغيرها من مجالات الحياة. لذلك تسعى الجامعة لسد الاحتياج المتزايد للكوادر في هذا المجال من خلال تخريج خريجين متسلحين بالمعرفة الجيدة والقوية على الصعيدين النظري والعملي وقادرين على المنافسة الجيدة في سوق العمل في ظل التطور الكبير والسريع الذي تشهده المملكة.
أما بالنسبة لخدمة المجتمع فإن وجود خريجين أكفاء في مجال علوم الحاسب والمعلومات يساهم في تنفيذ سياسات الحكومة في سعوده الوظائف ونشر الثقافة المعلوماتية في صفوف الشباب.

### الفرص الوظيفية
لعل من أكثر الوظائف توفرا في المملكة لخريجي الحاسب الآلي وذلك بسبب النهضة الكبيرة والتطور السريع الذي تشهده المملكة وكذلك بسبب تغلل استخدام الحاسب في مختلف مجالات الحياة وذلك في القطاعين الحكومي والخاص فعلى سبيل المثال لا الحصر ستعدد بعض المجالات التي يمكن لخريجي القسم العمل فيها:
1. مجال التعليم والتعليم العالي.
2. مجال الطب والصحة.
3. مجال الصناعة.
4. البنوك ومجال التجارة والأعمال.
5. مجال الإدارة.
6. الحكومة الإلكترونية.
7. المجال العسكري.
8. وغيرها من المجالات.

### متطلبات الدراسة بالقسم
للحصول على درجة البكالوريوس على الطالب أن يجتاز مايلي:
- السنة التحضيرية.
- متطلبات الجامعة (12 وحدة دراسية)، وهي الوحدات الدراسية المطلوبة من معظم طلبة جامعة المجمعة في مختلف الكليات.
- متطلبات قسم علوم الحاسب والمعلومات (65 وحدة دراسية
- متطلبات القسم التخصصية (68 وحدة دراسية) متضمنة 6 وحدات دراسية مُخصصة لمشروع التخرج. ينجزه الطالب تحت إشراف أحد أعضاء هيئة التدريس.
- التدريب (من متطلبات التخرج)

لفترة لا تقل عن شهرين في إحدى المؤسسات، بعد أن يكمل بنجاح 72 وحدة دراسية. ويهدف هذا التدرب إلى التقريب بين الدراسة في القسم، والعمل المهني في القطاعين العام والخاص. ويقوم القسم بتوزيع الطلبة على جهات التدرب بالاتفاق مع هذه الجهات، للقيام لتنفيذ التدرب خلال الإجازة الصيفية، ويتم التوزيع على أساس رغبة الطالب والفرص المتاحة.
ويبين الجدول التالي توزيع هذه المتطلبات على الوحدات الدراسية:
| متطلبات الجامعة | 12  |
| متطلبات الكلية  | 63  |
| متطلبات القسم   | 68  |
| التدريب العملي  | 0   |
| المجموع         | 143 |

## قسم الفيزياء

### نبذة عن القسم
- تأسس قسم الفيزياء مع إنشاء كلية العلوم في الزلفي عام 1427 هـ (2006 مـ) كأحد أقسام الكلية الأربعة (الرياضيات، الفيزياء، المختبرات الطبية، الحاسوب). بدأ القسم سنته الأولى بثمانية طلاب حيث أخذ عدد الطلاب بالازدياد تدريجيا بمعدل 15 طالبا كل عام حتى أصبح عدد الطلاب في العام الدراسي 1431-1432 هـ 83 طالبا.
- يقوم قسم الفيزياء بتدريس مقررات الفيزياء ويمنح خريجيه درجة بكالوريوس العلوم في الفيزياء بعد أن يجتاز الطالب 136 وحدة دراسية بنجاح حسب الخطة الدراسية الجديدة للقسم والتي بدأ العمل فيها منذ العام الدراسي 1429-1430 هـ.

### مهارات التعلم في الفيزياء
يطمح قسم الفيزياء في تحقيق الريادة العلمية في مجالات الفيزياء، وأن يكون الخريج على قدر كبير من تحمل المسؤولية ولديه مهارات عالية في التعلم، وذلك من أجل تحقيق الأهداف العامة للجامعة، ومسايرة ركب التطور العلمي والحضاري الحديث الذي تتبناه الجامعة في الوقت الحاضر. ويتوقع أن يكون الخريج منافسا لنظرائه في المجالات العلمية العالمية إذا اكتسب المهارات اللازمة للتغلب على المشاكل التعليمية التي قد تعترضه. ونستطيع حصر هذه المهارات بالتالي:
1. مهارات فيزيائية تتضمن: أولا: تحصيل المعلومات الخاصة بكل مقرر من عدة مصادر مثل الكتاب المقرر، المراجع العلمية، الإنترنت بالإضافة لمدرس المادة. وثانيا: تنمية المهارات الفكرية (Cognitive skills) وذلك من خلال تعلم كيفية التفكير في الظواهر الفيزيائية وتفهمها ومحاكاتها، بالإضافة إلى تعلم كيفية معالجة المسائل والمشاكل الفيزيائية من خلال الاستعانة بالأدوات الرياضية المناسبة لوصف الظواهر الفيزيائية.[3]

1. المهارات الشخصية وتحمل المسؤولية: تتم تنمية المهارات الشخصية للطالب عن طريق:

أ‌) تشجيعه على التدرب على البحث في الإنترنت وفي المكتبة.
ب‌) تعلم كيفية تجميع المادة العلمية الخاصة بالمقررات الدراسية.
ت‌) الاستعانة بالتجارب المعملية والحاسب الالي لمحاكاة الجوانب التطبيقية للمادة العلمية.
ث‌) حضور الندوات والمحاضرات العلمية العامة.
ج‌) الحرص على زيارة المعاهد والمؤسسات البحثية والصناعية ذات الارتباط بالتخصص لمعايشة الواقع العملي في المجتمع.
1. مهارات التواصل مع الطالب وكل من زملائه وأستاذ المادة والمجتمع
2. مهارات تكنولوجيا المعلومات (IT): يتحقق ذلك من خلال البحث في شبكة المعلومات واستخدام الحاسب الآلي لكتابة التقارير وعمل الرسومات والحسابات، إضافة إلى تعلم لغات وبرامج حاسوبية مختلفة تزداد في عمقها حسب المستوى الدراسي الذي يدرسه الطالب.
3. المهارات العددية (Numerical skills): تكتسب هذه المهارات من خلال حل المسائل وتحليل المخرجات عدديا، والقدرة على التقدير التقريبي للأرقام من حيث القيمة العددية لها، والقدرة على استخدام البرمجيات الاحصائية والتحليلية.
4. اللغة الإنجليزية: تتم تنمية هذه المهارة من خلال دراسة مقررات اللغة الإنجليزية المكثفة في السنة الأولى بالإضافة إلى اعتماد كتب المقررات المكتوبة باللغة الإنجليزية وحث الطالب على كتابة التقارير والمشاريع والأبحاث والقاء المحاضرات (Seminars and presentations) باللغة الإنجليزية.

### الرؤية
الريادة في علوم الفيزياء وتطبيقاتها للمساعدة في بناء مجتمع المعرفة.

### الرسالة
تقديم تعليم مميز، وانتاج بحوث ابداعية تخدم المجتمع وتسهم في بناء الاقتصاد المبني على المعرفة من خلال ايجاد بيئة محفزة للتعلم والإبداع الفكري والبحث العلمي وبجودة مستمرة تضمن التوظيف الأمثل للتقنية، والشراكة العامة مع المؤسسات المجتمعية ذات الصلة بتخصص الفيزياء.

### الأهداف
1. تحقيق التميز في التعليم العالي والبحث العلمي وخدمة المجتمع.
2. تطوير السبل الكفيلة لضمان جودة الأداء والمخرجات.
3. الاستخدام الأمثل للتقنميات الحديثة.
4. توفير بيئة محفزة اداريا وأكاديميا.
5. استقطاب الأفضل من أعضاء هيئة التدريس والموظفين والطلاب.
6. اقامة شراكات فاعلة محليا وعالميا مع الجامعات وشرائح المجتمع ذات الصلة.
7. تعزيز الثقافة العلمية وفعالياتها.
8. إنشاء مدارس بحثية متميزة ذات مصداقية عالمية.

## قسم المختبرات الطبية
يهتم قسم المختبرات الطبية بما يلي:
1. إعداد كوادر سعودية متخصصة في المختبرات الطبية والتشخيص والتحليل المخبري بما يلبي احتياجات وزارة الصحة والدوائر ذات الصلة ما يضمن المساهمة بشكل فعال في خدمة المجتمع.

1. تعريف الطالب بالوسائل التعليمية والتشخيصية والطبية الحديثة والمختلفة مما يسهل عمله مستقبلاً ضمن مجال تخصصه.

1. تأهيل الطالب علمياً وعملياً لغرض إكمال دراسته والحصول على شهادات عليا يخدم بها في الجامعات السعودية والمجتمع المدني.

تأهيل الطالب للمشاركة في البحوث والدراسات الميدانية التي تجري داخل الكلية من خلال العمل المشترك مع زملائه وبإشراف مباشر من قبل أساتذته.

### نظام منهجية الدراسة في القسم
- أخذ العينات من المرضى في أوقات محددة وبطريقة مهنية آمنة.
- إنجاز الفحوصات المخبرية مع الأخذ باحتياطيات السلامة والتعامل مع المواد الكيميائية والبيولوجية الخطرة حسب الأسس العلمية.
- استعمال الأجهزة المعملية بفعالية ومسؤولية.
- القدرة على التفسير العلمي لنتائج الفحوصات المخبرية.
- احترام المرضى والرؤساء والزملاء والمحافظة على خصوصية التعاملات.

### رؤية القسم
- تحتاج البلاد في هذه الآونة إلى زيادة عدد الأخصائيين في مجال المختبرات الطبية على مستوى البكالوريوس (ألمخبري الطبي) لسد احتياجات السوق وتحسين الأداء في وحدات التشخيص ألمخبري.
- المساهمة في تغطية الاحتياجات المتعددة والمتزايدة في المجال الصحي ومواكبة التطوير الإنشائي والتقني في هذا المجال.
- تقديم برامج التعليم المستمر بهدف رفع كفاءة الممارسين في المهن الصحية إضافة على تقديم الاستشارات وإجراء البحوث التطبيقية التي لها ارتباط بالمشاكل الصحية بالمملكة.

### رسالة القسم
تشهد الرعاية الصحية بالمملكة العربية السعودية خلال السنوات الأخيرة تطورا غير مسبوق في تشخيص الأمراض وكذلك في مجال تقنيات التشخيص ألمخبري بالإضافة إلى الزيادة في عدد المنشات الطبية، واقتضى ذلك التطور إعداد وتأهيل المزيد من الكوادر الصحية المؤهلة للعمل ضمن الفريق الطبي الذي يقدم الرعاية الصحية المتكاملة.

### أهداف القسم
- يهدف برنامج درجة البكالوريوس في المختبرات الطبية إلى:
- تأمين الكادر الكفء في مجال تقنيات المختبرات الطبية.
- توفير المتخرج المؤهل نظريا وعمليا في مختلف أوجه المختبرات الطبية.
- تأهيل المتخرج بالمهارات التقنية للعمل على الأجهزة التشخيصية المعقدة.
- تزويد المتخرج بالمعلومات الضرورية لإدارة المختبرات.
- تطوير مهارات الطالب الذاتية للإلمام بالمستجدات العلمية.

### الفرص الوظيفية
يوجد العديد من الفرص الوظيفية لخريج قسم المختبرات الطبية لما تشهده الرعاية الصحية بالمملكة العربية السعودية خلال السنوات الأخيرة بالإضافة إلى الزيادة في عدد المنشات الطبية. حيث يتمكن الخريج من العمل بالمستشفيات العامة والخاصة والوحدات الصحية والمستوصفات العامة والخاصة.

## قسم الرياضيات

### كلمة رئيس القسم
كثيراً ماتدور تساؤلات على شاكلة مافائدة الرياضيات في حياتنا اليومية ولماذا تدرس بهذه الكثافة في مراحل التعليم العام والجامعي، ولعل السؤال المناسب هو ما المجال الذي لا فائدة فيه للرياضيات ؟
إن الرياضيات هي أساس العلوم بشقيها النظري والتطبيقي. فهي تقدم أساليب فعالة في مجالات الإحصاء والبيانات واتخاذ القرارات وفي مسائل تحقيق الأرباح وتضييق نطاق الخسائر ومجالات الحاسب والبرمجة والتشفير ونمذجة المشاكل التي تواجه المجتمع وإيجاد الحلول لها وكثير من التطبيقات الهندسية والطبية.
ختاماً باسمي ونيابة عن جميع زملائي أعضاء هيئة التدريس بالقسم أنوه بالجهود الكبيرة لسعادة العميد وسعادة وكيل الكلية كما أرحب بجميع المنضمين إلينا من أبنائنا الطلاب ونتطلع للعمل سوياً لنعيد اكتشاف جاذبية الرياضيات ودورها المحوري في حياتنا.

### رسالة القسم
توفير خدمة تعليمية وبحثية متميزة لمرحلتي البكالوريوس والماجستير في تخصص الرياضيات مما يتيح لهم الفرصة على التعليم القادر على المنافسة في عهد العولمة لتلبية احتياجات المجتمع مع المحافظة على قيمنا الإسلامية.

### رؤية القسم
يتطلع القسم إلى أن يكون رائداً على المستوى المحلي والإقليمي والدولي في المجالين التعليمي والبحثي وذلك من خلال المساهمة بدراسة المشكلات والقيام بالأبحاث العلمية لإيجاد الحلول المناسبة على أن تكون هذه الأبحاث مرتبطة بالمجتمع مع الحفاظ على البيئة.

### أهداف القسم
- يهدف قسم الرياضيات في إطار الأهداف العامة لكلية العلوم والأهداف الخاصة لقسم الرياضيات إلى ما يلي:
- إعداد كوادر مؤهلة للإسهام في خدمة التنمية والتطوير الشامل الذي تشهده المملكة في شتى مجالات الحياة.
- شغل وظائف التخصص في أي مكان من القطاعين الحكومي والخاص.
- الارتقاء بالبحث العلمي في مجال الرياضيات والإحصاء ودراسة المشاكل الرياضية والإحصائية والقيام بالأبحاث العلمية لإيجاد الحلول المناسبة لها والمشاركة في المؤتمرات الوطنية والعالمية.

### نظام منهجية الدراسة في القسم
البكالوريوس: يقضي الطالب بكلية العلوم أربع سنوات موزعة على ثمانية فصول دراسية. وتشمل مقررات الدراسة مقررات أساسية (متطلبات جامعة – متطلبات كلية – متطلبات القسم والتخصص). ويجب على الطالب إنهاء 136 وحدة دراسية.

### شروط الالتحاق بالقسم
- الاستيعاب العام للقسم
- المعدل التراكمي العام للطالب
- رغبات الطالب

### خدمة البيئة والمجتمع
- تدريس مقررات الرياضيات والإحصاء في الكليات المختلفة.
- المشاركة في المشاريع البحثية لخدمة البيئة والمجتمع.
- المشاركة في اللجان المختلفة داخل الكلية وخارجها.
- المشاركة في الأنشطة الثقافية والعلمية في الكلية والجامعة.

### الفرص الوظيقية للخريجين
- العمل في قطاع التعليم العام والخاص.
- العمل كمعيد بالقسم أو في أحد أقسام الرياضيات بجامعات المملكة.
- العمل في مراكز البحوث.
- العمل في القطاع العسكري.
- العمل في تقنية المعلومات كمحللين بيانات ومساهمين في إعداد الخطط الإستراتيجية.

## روابط خارجية
- الموقع الرسمي لجامعة المجمعة
- قناة كلية العلوم بالزلفي على يوتيوب
- الصفحة الرسمية لكلية العلوم بالزلفي على فيسبوك  على فيسبوك.
- الصفحة الرسمية لكلية العلوم بالزلفي على تويتر

‌